# Elisyker

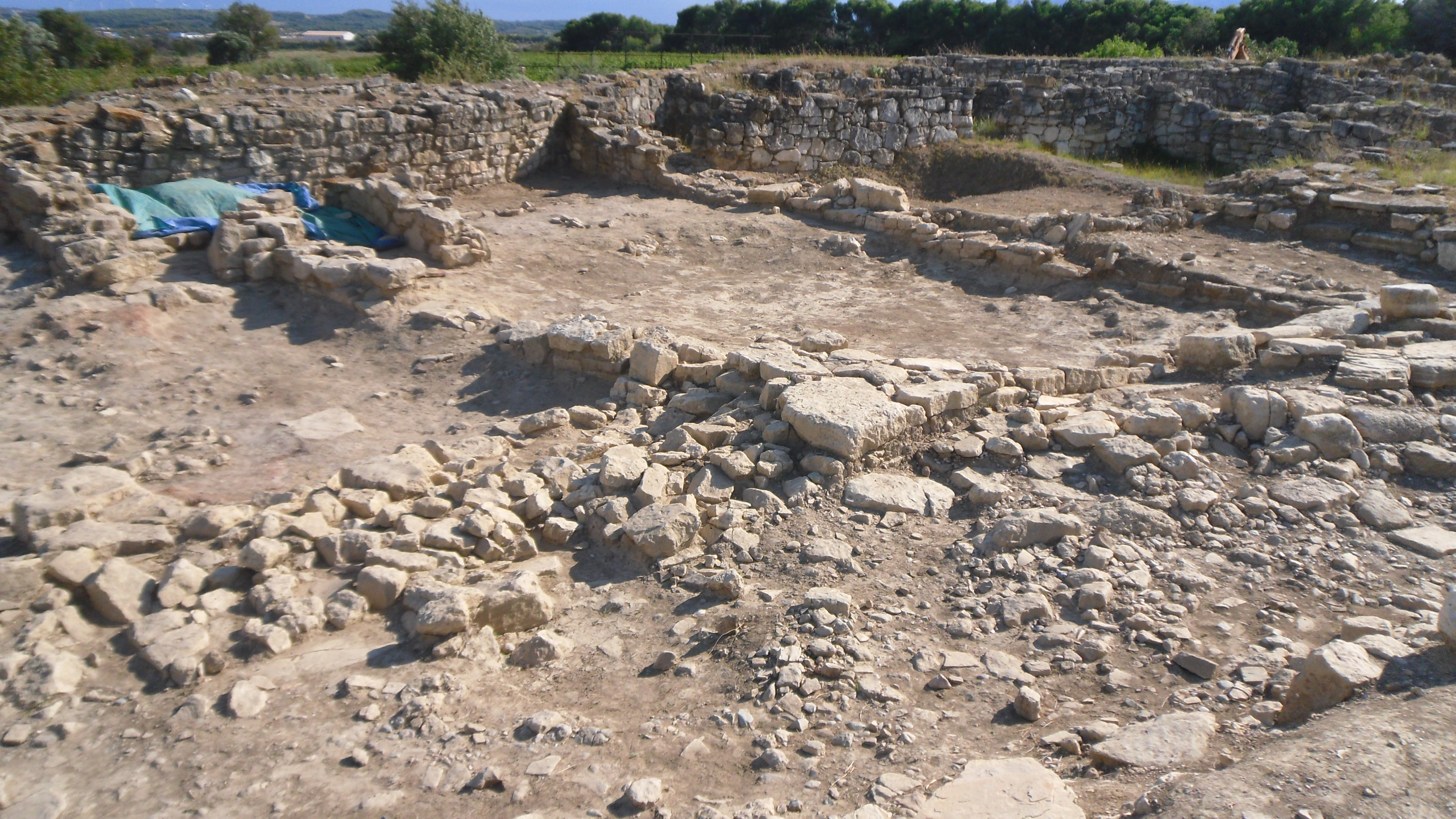
Hausfundamente in Pech Maho bei Sigean

Die Elisyker (lateinisch Elesyces, altgriechisch Ἐλίσυκοι) waren ein antikes, vorrömisches Volk an der Mittelmeerküste im heutigen Südfrankreich.
Die älteste Erwähnung geht auf den um 500 v. Chr. schreibenden Geschichtsschreiber Hekataios von Milet zurück, der sie ein ligurisches Volk nennt. Herodot zählt im 5. Jahrhundert v. Chr. die Elisyker unter den Völkerschaften auf, die Terillos von Himera, vereint mit dem Heer der Karthager, gegen Gelon von Syrakus aufbot, die in der Schlacht bei Himera aber 480 v. Chr. vernichtend geschlagen wurden. Avienus, ein lateinischer Dichter des späteren 4. Jahrhunderts n. Chr., überliefert in seinem Lehrgedicht Ora maritima, dass Naro – entweder identisch mit Narbo (heute Narbonne) oder in dessen Nähe gelegen – die Hauptstadt der Elisyker war und nahe dem Fluss Attagus (eigentlich Atax, heute Aude) lag.
Vier Kilometer nördlich von Narbonne wurde ein Oppidum auf dem Hügel Montlaurès archäologisch erschlossen, das von manchen Autoren mit der Hauptstadt Naro gleichgesetzt wird. Andere Autoren halten diese Gleichsetzung jedoch für nicht erwiesen. Weitere wichtige Siedlungen waren Pech Maho (bei Sigean), Mailhac (Oppidum du Cayla) und das Oppidum d’Ensérune. Typisch für diese Orte, die im Verlauf des 6. Jahrhunderts v. Chr. angelegt wurden, ist der Bau auf Anhöhen, die die Umgebung überblicken.
Man nimmt an, dass das Siedlungsgebiet der Elisyker weite Teile der heutigen Departments Aude und Herault im westlichen Languedoc einnahm und sich zwischen den Corbieren im Süden, der Seuil de Naurouze im Westen und dem Tal des Hérault im Norden erstreckte. Benachbartes Küstenvolk im Süden waren die Iberer. Die beiden Kulturen ähnelten sich, so dass der Begriff „culture ibéro-languedocienne“ geprägt wurde.